# Jessie McCoy
Jessie McCoy este unul dintre personajele principale din serialul Copiii de la 402. El este un copil ce mereu încearcă să scape de teste, nefiind adeptul învățatului, dar este mereu prins de învățătoarea lui. Personajul său preferat este Domnul Space Beast, iar parcul de distracții este Monster Land. Mama lui este foarte strictă, își iubește mult copilul dar îl pune de multe ori în situații jenante. Jessie este bun prieten cu Vinnie Nasta.